# Acrisols

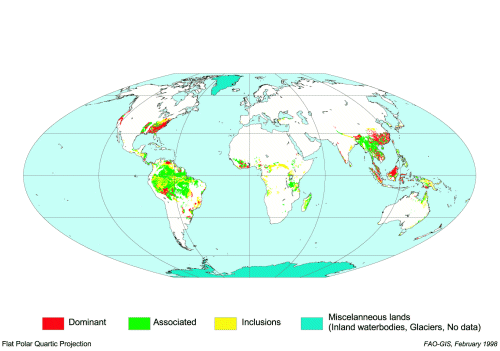
Bản đồ phân bố đất Acrisols

Acrisols là một loại đất nằm trong hệ thống phân loại đất của Tổ chức Lương thực và Nông nghiệp Liên Hợp Quốc (FAO). Đây là loại đất giàu sét, và có liên hệ đến những vùng khí hậu nhiệt đới, ẩm ướt, ví dụ như ở Brasil và những khoảnh rừng. Acrisols là một trong 30 nhóm đất chính theo Cơ sở Tham chiếu Toàn cầu về Tài nguyên Đất. Acrisols tương đương với các bộ phụ Aquults, Humults, Udults và Ustults thuộc bộ Ultisols theo Hệ thống phân loại đất USDA và cả bộ Oxisols với một tầng kandic, và một số dạng thuộc bộ Alfisols. Acrisols ít màu mỡ, và hàm lượng nhôm độc trong đất đặt ra những giới hạn đến khả năng sử dụng trong nông nghiệp; loại đất này thích hợp cho thực hành lâm sinh, đồng cỏ thưa thấp và những khu vực được bảo vệ. Nếu khí hậu cho phép, có thể canh tác được nhiều loại cây trồng trên đất Acrisols, bao gồm trà, cao su, cọ dầu, cà phê và mía.
Những loại đất thuộc nhóm Acrisols:
- ACf Ferric Acrisols
- ACg Gleyic Acrisols
- ACh Haplic Acrisols
- ACp Plinthic Acrisols
- ACu Humic Acrisols